# Aloe × keayi
Aloe × keayi là một loài thực vật có hoa lai ghép trong họ Asparagaceae. Loài này được Reynolds mô tả khoa học đầu tiên năm 1963.